# ارل جونز (بازیکن بسکتبال)
ارل جونز (انگلیسی: Earl Jones؛ زاده ۱۳ ژانویهٔ ۱۹۶۱) یک بازیکن بسکتبال اهل ایالات متحده آمریکا است.